# Ogrodniki (gmina Choroszcz)
Ogrodniki (do 2009 Ogrodniki Barszczewskie) – wieś w Polsce położona w województwie podlaskim, w powiecie białostockim, w gminie Choroszcz.
Wieś duchowna położona była w końcu XVIII wieku  w powiecie grodzieńskim województwa trockiego. W latach 1975–1998 miejscowość administracyjnie należała do województwa białostockiego.
Wierni kościoła rzymskokatolickiego należą do parafii św. Jana Chrzciciela i św. Szczepana w Choroszczy.